# Matei Csák al III-lea
Máté Csák sau Matei Csák al III-lea (în maghiară Csák (III) Máté, în slovacă Matúš Čák III; n. între 1260 și 1265 - d. 18 martie 1321), cunoscut, de asemenea, ca Máté Csák de Trencsén (în maghiară trencséni Csák (III.) Máté, în slovacă Matúš Čák III Trenčiansky), a fost un oligarh maghiar care a condus de facto independent comitatele nord-vestice ale Ungariei medievale (astăzi aproximativ jumătatea vestică a Slovaciei actuale și unele porțiuni ale Ungariei de Nord). El a ocupat funcțiile de comis (főlovászmester, mai marele grajdurilor regale) (1293–1296), palatin (nádor) (1296–1297, 1302–1309) și mare trezorier (tárnokmester) (1309–1311). Matei Csák și-a putut menține stăpânirea asupra teritoriilor sale chiar și după înfrângerea sa în Bătălia de la Rozgony de către regele Carol I al Ungariei (Carol Robert de Anjou). În secolul al XIX-lea el a fost descris adesea ca un simbol al luptei pentru independență atât în literatura maghiară, cât și în literatura slovacă.

## Tinerețea
A fost fiu al palatinului Peter I Csák, membru al clanului (genus) maghiar Csák. În jurul anului 1283, Matei și fratele său, Csák, care a servit mai târziu ca spătar (kardhordó) în 1293, au moștenit posesiunile tatălui lor, Komárom (în slovacă: Komárno) și Szenic (în slovacă: Senica). În acea perioadă, ei au moștenit, de asemenea, posesiunile unchilor lor (Matei al II-lea și Ștefan I Csák) din jurul orașelor Nagytapolcsány (în slovacă: Veľké Topoľčany, azi Topoľčany), Hrussó (în slovacă: Hrušovo) și Tata. Tatăl lor începuse să-și extindă influența asupra teritoriilor din jurul posesiunilor sale.
Matei s-a născut în jurul anilor 1260. O diplomă nobiliară îi menționează șchiopătatul cauzat fie de un defect din naștere, fie de o rană de război. El a fost menționat probabil pentru prima dată printr-o cartă emisă la 5 august 1284 de Abația Somogyvár, unde fiii răposatului Peter fuseseră chemați la judecată în ceea ce privește dreptul de stăpânire asupra domeniului Kötcse. Istoricul Gyula Kristó susține că documentul îi menționează pe posibilii frați mai mari ai lui Matei și Csák, căci ei au apărut pentru prima dată în izvoarele contemporane abia în 1291. După moartea lui Peter, membrii familiei rivale Kőszegi din clanul Héder și-au consolidat stăpânirea asupra comitatelor Pozsony și Sopron, profitând de faptul că clanul Csák era slăbit din cauza morții lui Matei al II-lea și a lui Peter I. Oștile familiei Kőszegi au învins clanul local Osl în comitatul Sopron și s-au îndreaptat apoi spre comitatul Pozsony, unde au capturat Castelul Pozsony, pe care l-au stăpânit pentru o perioadă scurtă de timp.

## Partizanul regelui Andrei

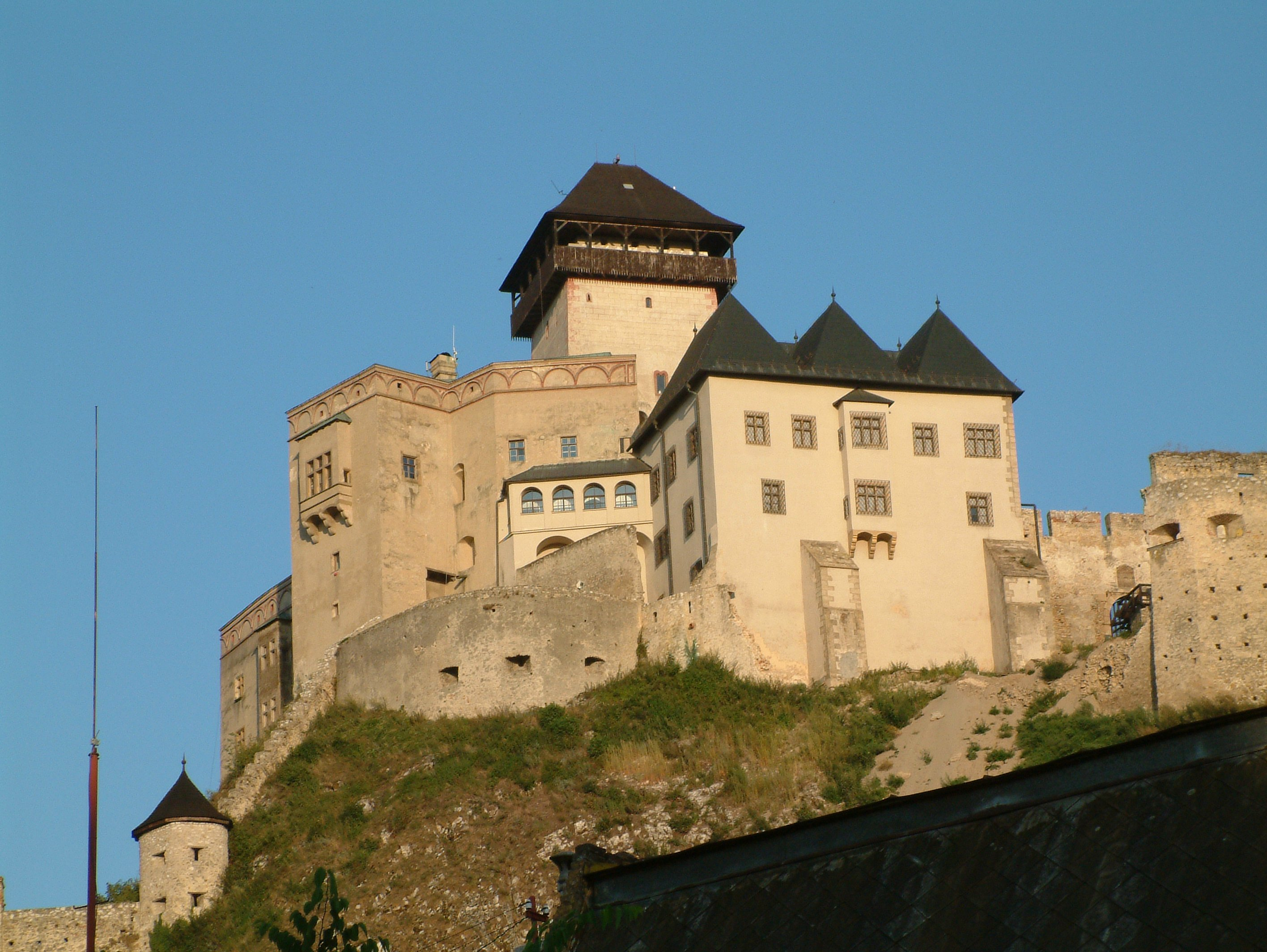
Castelul Trenčín (Trencsén) cu Turnul lui Matei

În 1291 Matei Csák a luat parte la campania regelui Andrei al III-lea al Ungariei împotriva Austriei. În anul următor, când Nicolae I Kőszegi s-a ridicat împotriva regelui Andrei al III-lea și a ocupat orașele Pozsony (în germană: Pressburg, în slovacă: Prešporok, azi Bratislava) și Detrekő (în slovacă: Plavecké Podhradie), Matei a reușit să reocupe castelele în numele regelui. De acum înainte, Dunărea a devenit granița dintre domeniile aflate în expansiune ale familiilor Kőszegi și Csák. Regele Andrei l-a numit mai mare al grajdurilor regale (comis) și ispán (comes) al comitatului Pozsony (1293-1297). La 28 octombrie 1293 Matei a emis o cartă în care a promis că va respecta libertățile locuitorilor orașului Pozsony pe care regele Andrei le confirmase anterior.
În această perioadă, Matei Csák a început să-și mărească domeniul nobiliar nu numai prin donațiile regelui, ci și prin folosirea forței. În 1296 el a cumpărat cu bani domeniul Vöröskő (în slovacă: Červený Kameň) de la foștii săi proprietari; cu toate acestea, documentele contemporane atestă că i-a obligat pe mai mulți proprietari de teren vecini să-și transfere posesiunile fie lui, fie partizanilor săi. Era pregătit chiar să ocupe teritorii; de exemplu, în jurul anului 1296 a pus stăpânire pe pământurile Abației Pannonhalma, aflate la nord de Dunăre, și a încălcat și posesiunile Capitulului Colegial din Pressburg.
Pe la sfârșitul anului 1296 Matei Csák a dobândit Trencsén (în slovacă: Trenčín), preluând numele castelului în numele său. În 1296 regele Andrei l-a numit palatin al Ungariei, dar la scurt timp după aceea regele l-a iertat pe unul dintre adversarii lui Matei, Andrei de Gimes din clanul Hont-Pázmány de responsabilitatea pentru pagubele pe care i le-a cauzat lui Matei. Documentul atestă că relația regelui cu Matei s-a înrăutățit, iar regele i-a luat funcția de palatin în 1297. În același timp, regele a acordat comitatul Pozsony reginei sale, Agnes de Austria.

## Rivalul regilor
Matei Csák a continuat să se intituleze palatin chiar și după 1297. A reușit să-i învingă pe Andrei de Gimes și familia sa și astfel și-a extins influența de-a lungul râului Zsitva (în slovacă: râul Žitava).

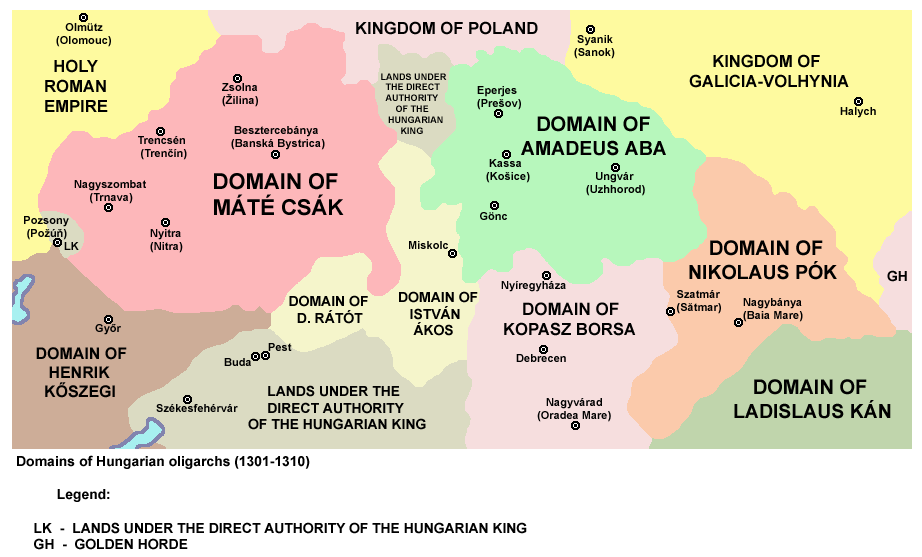
Domeniul lui Matei Csák

În 1298 regele Andrei al III-lea s-a aliat cu regele Venceslau al II-lea al Boemiei; alianța a fost îndreptată probabil împotriva lui Matei ale cărui domenii se aflau între teritoriile celor doi monarhi. În anul următor regele Andrei și-a trimis trupele împotriva lui, dar Matei Csák a rezistat atacului; partizanii regelui au reușit să reocupe doar comitatul Pozsony.
Înaintea anului 1300 Matei Csák a purtat negocieri cu reprezentanții regelui Carol al II-lea al Neapolelui și l-a asigurat că susține pretenția la tronul Ungariei a nepotului său, Carol, împotriva regelui Andrei al III-lea. Cu toate acestea, în vara anului 1300, Matei a venit la curtea lui Andrei, dar regele, ultimul membru de sex masculin al dinastiei arpadiene, a murit la 14 ianuarie 1301 și după moartea sa a început o luptă între mai mulți pretendenți la tron. În acel moment, fratele lui Matei, Csák, a murit fără copii și, prin urmare, Matei a moștenit bunurile sale.
După moartea regelui Andrei al III-lea, el a devenit susținătorul prințului napoletan, dar la scurt timp după aceea s-a alăturat grupului de nobili care a oferit coroana Ungariei lui Venceslau, fiul regelui Wenceslau al II-lea al Boemiei. El a fost prezent la încoronarea tânărului prinț boem (27 august 1301) care i-a dăruit comitatele Trencsén și Nitra; astfel, a devenit deținătorul legal al tuturor castelelor și posesiunilor regale din cele două comitate. În anii următori Matei Csák a ocupat posesiunile familiei Balassa din cele două comitate și a luat în stăpânire mai multe castele din comitatele Nógrád și Hont.

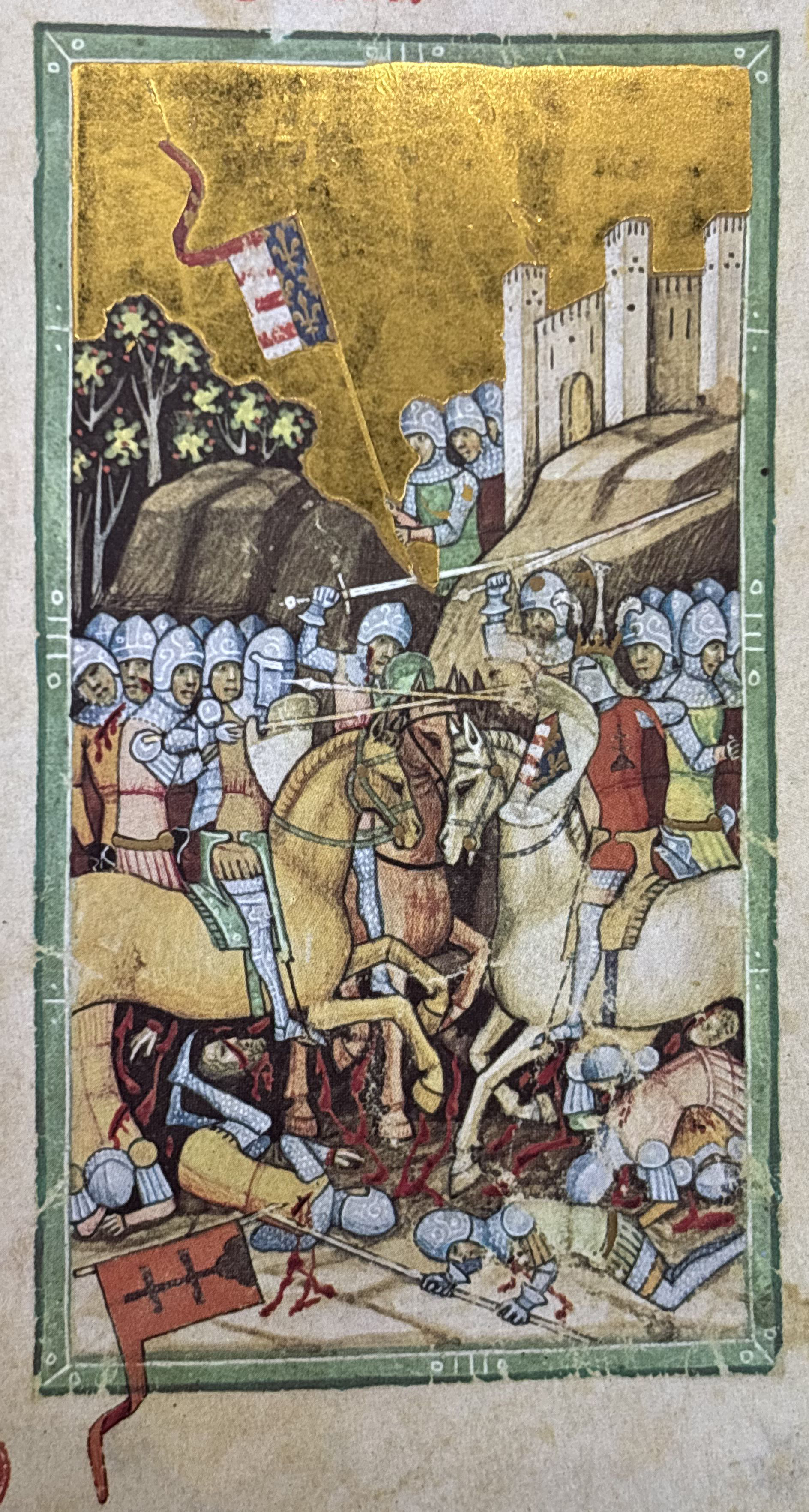
Bătălia de la Rozgony din 1312, reprezentată în Cronica pictată de la Viena din 1360

Regele Venceslau nu și-a putut întări stăpânirea și, confruntat cu mai mulți adversari, a trebuit să părăsească regatul (august 1304). În acel moment, Matei Csák abandonase deja grupul susținător al regelui Venceslau și, la scurt timp după aceea, a făcut o alianță cu ducele Rudolf al III-lea al Austriei împotriva regelui Boemiei. Cu toate că nu s-a alăturat partizanilor regelui Carol, trupele sale au luat parte la campania regelui Carol și a ducelui Rudolf împotriva Regatului Boemiei (septembrie-octombrie 1304). Luptele interne nu s-au încheiat însă, deoarece la 6 decembrie 1305, un nou pretendent, Otto al III-lea, duce al Bavariei, a fost încoronat rege al Ungariei. Matei Csák nu a acceptat stăpânirea regelui Otto, iar trupele sale au luptat împreună cu oștile regelui Carol care ocupaseră unele castele din partea de nord a regatului.
La 10 octombrie 1307 o adunare nobiliară a confirmat domnia regelui Carol, dar Matei Csák și alți oligarhi (Ladislau Kán, Ivan și Henric al II-lea Kőszegi) au lipsit de la adunare. În 1308 papa Clement al V-lea a trimis un delegat în Regatul Ungariei pentru a întări poziția regelui Carol. Delegatul papal, cardinalul Gentile Portino da Montefiore, a reușit să-l convingă pe Matei să accepte stăpânirea regelui Carol la întâlnirea lor de la Mănăstirea Paulină din Kékes (10 noiembrie 1308). Deși Matei nu a fost prezent în persoană la următoarea adunare (27 noiembrie) de la Pesta în care domnia regelui Carol a fost din nou confirmată, el a trimis acolo un delegat. La scurt timp, regele Carol l-a numit pe Matei în funcția de palatin al Regatului Ungariei. Cu toate acestea, la noua încoronare a regelui Carol (15 iunie 1309), el a fost reprezentat doar de unul dintre reprezentanții săi. În anul următor, regele Carol l-a numit în funcția de mare trezorier, care a fost cea mai înaltă dregătorie politică în primii ani de domnie ai lui Carol, deoarece funcția de palatin a fost „devalorizată”.
Matei Csák nu a mai vrut să accepte domnia regelui; prin urmare, el nu a participat la cea de-a treia încoronare a regelui Carol, când a fost încoronat cu Coroana Sfântului Ștefan (27 august). Mai mult, Matei Csák a continuat să extindă hotarele domeniilor sale și a ocupat mai multe castele din partea de nord a regatului. La 25 iunie 1311 și-a condus trupele către Buda și a jefuit teritoriile învecinate, iar din acest motiv cardinalul Gentile l-a excomunicat la 6 iulie 1311. Cu toate acestea, el nu a acceptat pedeapsa și i-a convins pe unii preoți să continue să slujească pe teritoriile sale.
Oligarhul indignat a jefuit posesiunile Arhidiecezei de Esztergom. Când cetățenii orașului Kassa (în slovacă: Košice) l-au ucis pe Amade Aba, puternicul oligarh al regiunile nord-estice ale regatului (5 septembrie 1311) Matei Csák a încheiat o alianță cu fiii lui Aba împotriva regelui, care se situase de partea orașului Kassa. Trupele lui Matei Csák au eliberat Castelul Sáros (în slovacă: Šarišský hrad), asediat de rege, apoi au mărșăluit către Kassa. În Bătălia de la Rozgony armatele regelui au învins trupele lui Matei Csák și ale aliaților săi (15 iunie 1312). După bătălie, regele a ocupat teritoriile fiilor lui Amade Aba. Deși domeniul lui Matei a rămas nederanjat, ocuparea teritoriilor vecine de către rege a împiedicat extinderea lui.

## Ultimii ani
În 1314 armatele regelui au invadat domeniul lui Matei Csák, dar nu l-au putut ocupa. Între timp, Matei a ocupat câteva cetăți din Marca Moraviei și, prin urmare, regele Ioan al Boemiei i-a invadat teritoriile (mai 1315). Armatele cehe au învins trupele sale (pe care el le-a încurajat în limba maghiară) la Holics, dar nu au putut ocupa cetatea. Regele Carol al Ungariei a invadat și el domeniul lui Matei și a ocupat cetatea Visegrád.
Carol I a lansat mici campanii împotriva stăpânirii lui Csák în anii 1314 și 1315. Când Matei Csák a invadat comitatul Szepes și trupele sale au jefuit regiunea, el a fost învins cu greutate de Philip Drugeth, militarul loial al regelui. În acest timp, Toma Szécsényi a primit cetatea Hollókő de la regele Carol, care a confiscat pământul de la clanul Kacsics, rudele neloiale ale lui Toma. Oștile regelui Carol au încercuit treptat domeniul Csák, iar monarhul a numit castelani loiali în fruntea cetăților din apropiere.
Regele a încercat să slăbească unitatea partizanilor lui Matei prin mijloace diplomatice. Conform unei hărți regale emise în septembrie 1315, Carol I a confiscat proprietățile a trei nobili apropiați ai oligarhului și le-a dat palatinului Dominic Rátót, pe motiv că cei trei nobili au susținut toate acțiunile lui Matei Csák și nu au cerut îndurarea regelui. Unul dintre acești nobili pedepsiți a fost Felician Záh, care a încercat ulterior fără succes să asasineze întreaga familie regală în 1330.
În 1316 unii dintre foștii săi apropiați s-au revoltat împotriva lui Matei Csák, iar oligarhul a ocupat castelul lor de la Jókő, însă nobilii părăsiseră deja domeniul. În 1317 el a invadat posesiunile Diecezei de Nitra, iar trupele sale au ocupat și au jefuit reședința episcopală. În consecință, episcopul Ioan de Nitra l-a excomunicat din nou pe el, precum și pe susținătorii săi.
Armatele regale au continuat să invadeze teritoriile sale și au ocupat cetățile Sirok și Fülek (în slovacă: Fiľakovo), dar Matei Csák și-a păstrat stăpânirea asupra teritoriilor sale până la moartea sa.

## Domeniul nobiliar
Domeniul nobiliar al lui Matei Csák s-a extins treptat înainte de Bătălia de la Rozgony și a atins cea mai mare întindere teritorială în jurul anului 1311. În acea vreme 14 comitate ale regatului și aproximativ 50 de castele se aflau sub stăpânirea lui și a apropiaților săi.
În jurul anului 1297 și-a organizat propria curte, asemănătoare curții regelui și a uzurpat prerogativele regale pe domeniile sale, într-un mod asemănător cu alți oligarhi (de exemplu, Amade Aba și Nicolae Kőszegi) de la începutul secolului al XIV-lea. Astfel, el a devenit conducătorul de facto al domeniului său și a încheiat alianțe fără acordul regelui. El a refuzat să accepte recursul împotriva deciziilor sale formulat către rege și a refuzat să-i pună în posesie pe cei cărora regele le dăruise teritorii pe domeniul său. Proprietarii locali care nu au dorit să accepte supremația lui Matei au trebuit, mai devreme sau mai târziu, să-și părăsească posesiunile.
După moartea lui Matei Csák, vărul său Stephen Sternberg (sau Ștefan Boemul) a devenit stăpânul domeniului Csák, deoarece fiul nobilului (Matei al IV-lea) murise, iar nepoții săi (Matei al V-lea și Iacob) erau încă minori la vremea morții sale în 1321. Totuși, Stephen Sternberg nu a putut rezista invaziei regelui și fostul domeniu al lui Matei Csák a fost ocupat de armatele regelui în câteva luni.

## Influența sa asupra renașterii naționale slovace
Matei Csák a influențat semnificativ istoria regională a actualei Slovacii în secolele XIII-XIV. Alături de alte activități, el a fondat mai multe așezări noi, în principal în comitatul Trencsén, și a sprijinit dezvoltarea orașelor. Nivelul de independență pe care l-a atins și contactele sale cu ținuturile cehe (în special cu Moravia) au influențat pozitiv dezvoltarea nobilimii locale vorbitoare de limba slovacă. În ciuda perioadei relativ scurte de stăpânire, fostul său domeniu era deja numit Țara lui Matei (terra Matthei) în secolul al XIV-lea. Acest concept a fost păstrat până în secolul al XV-lea, când mai mulți conducători încă își mai revendicau originea din Țara lui Matei (de Terra Matthei) în loc să și-o revendice din așezările sau diviziunile administrative oficiale ale Regatului Ungariei.
Ideea stăpânirii quasiindependente a lui Matei Csák în teritoriile slovace s-a reflectat ulterior în renașterea națională slovacă din secolul al XIX-lea. Deși personalitatea sa era cunoscută de generația mai veche de intelectuali slovaci (Adam František Kollár, Anton Bernolák), el a devenit subiect al mitologiei naționale abia în perioada lui Ľudovít Štúr. Personalitatea lui Matei Csák a fost reintrodusă în conștiința publică în perioada 1836–1837 de avocatul slovac Alexander Boleslavín Vrchovský. După aceea, subiectul a fost abordat de numeroși poeți și scriitori slovaci precum Ľudovít Štúr, Ján Kalinčiak, Jozef Miloslav Hurban, Mikuláš Dohány, Viliam Paulíny-Tóth, Samuel Ornis, Jonáš Záborský, Jozef Škultéty și alții. În discursul național romantic din secolul al XIX-lea, el a fost perceput ca un erou național slovac, apărător al intereselor slovace și / sau rege slovac neîncoronat. Matei Csák și „tărâmul” său au devenit simbolurile independenței slovace în scopul exproprierii moștenirii sale istorice pentru viitorul stat național Slovacia. Ľudovít Štúr, cea mai proeminentă personalitate din perioada renașterii naționale slovace, l-a prezentat pe Matei Csák în poemul Matúš z Trenčína („Matúš din Trenčín”) ca un luptător pentru interesele slovace care a fost inspirat de ideea Moraviei Mari și a prezis că națiunea slovacă „va fi liberă într-o zi”.
Totuși, o astfel de imagine idealizată a rămas restrânsă la un mic grup de intelectuali slovaci și nu a fost adoptată (în majoritatea cazurilor) de oamenii obișnuiți. Ideea identificării lui Matei Csák ca erou național slovac a fost erodată de gânditorii critici ai intelectualității slovace din a doua jumătate a secolului al XIX-lea și de la începutul secolului al XX-lea (Jonáš Záborský, Július Botto) și în cele din urmă a fost respinsă vehement în 1923 de istoricul slovac Jozef Škultéty. Puncte de vedere similare sunt respinse de istoriografia modernă slovacă, iar în memoria istorică slovacă Matei Csák este perceput pur și simplu ca un magnat feudal, o figură regională notabilă și „senior de Váh și Tatra”.
| “ | Matúš Čák a fost cu greu un patriot slovac așa cum au pretins unii istorici din secolul al XIX-lea. El a urmărit obiectivele uzuale ale unui magnat maghiar și nu a constituit niciodată o organizație politică sau un teritoriu suficient de bine definit pentru a susține vreo pretenție slovacă asupra unei moșteniri. | ” |

## Legături externe
- Hartă - Teritoriile stăpânite de Matei Csák
- Hartă - Domeniile oligarhilor la începutul secolului al XIV-lea

| Matei Csák al III-lea Familia CsákNaștere: între 1260 și 1265 Deces: 18 martie 1321 |                                                               |                                         |
| Funcții politice                                                                    |                                                               |                                         |
| Predecesor: Thomas Hont-Pázmány                                                     | Mai marele grajdurilor regale al Ungariei 1293–1296           | Succesor: Ioan Csák                     |
| Predecesor: Apor Péc                                                                | Ispán al comitatului Pozsony 1293–1297                        | Succesor: Demetrius Balassa             |
| Predecesor: Nicolae I Kőszegi                                                       | Palatin al Ungariei împreună cu Amadeus Aba în 1296 1296–1297 | Succesor: Amadeus Aba Nicolae I Kőszegi |
| Predecesor: Stephen Ákos                                                            | Palatin al Ungariei împreună cu alții 1302–1309               | Succesor: Iacob Borsa                   |
| Predecesor: Ugrin Csák                                                              | Mare Trezorier 1309–1311                                      | Succesor: Nicolae al III-lea Kőszegi    |